# Principio olografico
In fisica teorica, il principio olografico è un'ipotetica proprietà della teoria delle stringhe riguardante la gravità quantistica e la fisica dei buchi neri.
Proposto inizialmente da Gerardus 't Hooft e sviluppato da Leonard Susskind, prevede che l'intera informazione contenuta in un volume di spazio a N dimensioni può essere rappresentata da una teoria a N - 1 dimensioni che si situa sul bordo dell'area esaminata. Successivamente, Juan Maldacena ha collegato il principio olografico alla teoria delle stringhe, per cui nella dimensione compattata a livello di stringa bidimensionale vi sarebbe l'informazione da cui emergerebbe olograficamente il nostro universo tridimensionale in cui è presente la gravità.

## Definizione
Il principio olografico attesta che al più esiste un grado di libertà (o una costante di Boltzmann k, l'unità di entropia massima) per ognuna delle quattro unità di misura di Planck, il che può essere rappresentato nella forma di limite di Bekenstein:
{\displaystyle S\leq A/4}
dove {\displaystyle S} è l'entropia e {\displaystyle A} è l'unità di misura considerata.

## Descrizione
Il principio olografico prende spunto da calcoli effettuati sulla termodinamica dei buchi neri, che implicano che l'entropia (o informazione) massima contenibile in una regione sia proporzionale alla superficie che racchiude la regione stessa, e non al suo volume come ci si aspetterebbe (ovvero al quadrato del raggio piuttosto che al cubo).
Nel 1972, lo scienziato e astronomo Jacob Bekenstein si domandò cosa accada ad un oggetto dotato di un certo grado di entropia, ad esempio un gas caldo, quando questo varcasse l'orizzonte degli eventi di un buco nero: se l'entropia diminuisse o si annullasse ciò comporterebbe una violazione del secondo principio della termodinamica, in quanto il contenuto aleatorio del gas (l'entropia) sparirebbe una volta assorbito dal buco nero. La seconda legge può essere salvaguardata solo se si considerano i buchi neri come oggetti aleatori, con un'enorme entropia, il cui incremento compensi abbondantemente la variazione di entropia del gas caduto al loro interno.
Nel 1981 il fisico e cosmologo Stephen Hawking mise in luce un paradosso apparentemente insormontabile: il paradosso dell'informazione del buco nero in seguito all'evaporazione dei buchi neri (radiazione di Hawking), fenomeno previsto dalla caratterizzazione dei buchi neri come oggetti termodinamici e da lui calcolato quantificando gli effetti della fluttuazione quantistica in corrispondenza dell'orizzonte degli eventi. In seguito a tale evaporazione quantistica, con conseguente dissolvimento del buco nero, l'informazione passata oltre il punto di non ritorno sparirebbe, violando il principio di conservazione dell'informazione (ovvero il primo principio della termodinamica). Questo perché i processi che distruggono informazione non obbediscono alle leggi della fisica: se una mela e una arancia cadono oltre l'orizzonte degli eventi di un buco nero la materia vi rimane intrappolata finché il buco nero non evapora attraverso la radiazione di Hawking, e dopo che l'evaporazione è finita non sembra esserci alcun modo per determinare una qualsiasi informazione: es. quale frutto sia entrato per primo, neanche in linea di principio. L'evaporazione di Hawking è casuale e non contiene alcun tipo di informazione. Ciò porta in ultima analisi alla violazione di una proprietà fondamentale della meccanica quantistica: l'unitarietà (la conservazione della somma unitaria delle probabilità nell'evoluzione di un sistema), un altro modo per esprimere il paradosso informativo. 
Il premio Nobel della fisica Gerardus 't Hooft immaginò che tale violazione derivasse dall'approccio semi-classico di Hawking, e che il paradosso sarebbe svanito sviluppando una teoria unitaria della gravità quantistica. 't Hooft suppose che presso l'orizzonte degli eventi i campi quantistici possano essere descritti da una teoria con una dimensione di meno, e ciò lo portò, parallelamente a Leonard Susskind, all'introduzione del principio olografico.
Nel 1993 il fisico teorico Leonard Susskind propose una soluzione del paradosso basata sul principio di complementarità (concetto mutuato dalla meccanica quantistica): il gas in caduta varcherebbe "o" non varcherebbe l'orizzonte, a seconda del punto di vista. Per un osservatore che seguisse il gas in caduta libera, l'attraversamento dell'orizzonte avverrebbe senza particolari fenomeni di soglia, in conformità al primo postulato della relatività ristretta e al principio di equivalenza dovuti ad Albert Einstein, mentre da un punto di vista esterno un osservatore "vedrebbe" le stringhe, ovvero i componenti elementari del gas, allargare le spire fino ad abbracciare la superficie dell'orizzonte degli eventi, sopra il quale si manterrebbe tutta l'informazione senza oltrepassarlo e senza alcuna perdita per l'esterno, nemmeno per successiva evaporazione. Fenomeni estremi avverrebbero nella singolarità, indescrivibili internamente, ma tali fenomeni sono complementari all'evaporazione, descrivibile esternamente all'orizzonte, dove l'informazione si dispone in superficie come su un ologramma. In sostanza l'informazione che si credeva perduta è confinata e codificata sulla superficie dell'orizzonte degli eventi, quindi non è persa. Il principio olografico risolve dunque il paradosso informativo nel contesto della teoria delle stringhe. 
Nel caso del buco nero, la teoria olografica comporta che il contenuto informativo caduto nel buco nero sia interamente conservato in corrispondenza dell'orizzonte degli eventi nella misura calcolata di un'area di Planck per ogni bit d'informazione aggiunto (fotone in entrata di lunghezza d'onda pari al diametro dell'orizzonte). Il gas in caduta nel buco nero allora varca "o" non varca l'orizzonte degli eventi? La soluzione è insita nella seguente domanda: quanto è grande una stringa (l'atomo, l'indivisibile)? Ebbene la risposta dipende dal punto di vista: l'atomo ha dimensioni infinitesime, e pur tuttavia cadendo in un buco nero ne avvolge l'orizzonte degli eventi come una guaina elastica stirata anche milioni di chilometri.
Sempre secondo Susskind, il principio olografico vale non solo per i buchi neri in relazione all'orizzonte degli eventi, in condizioni estreme, ma anche per descrivere la realtà fisica comunemente percepita, in relazione all'orizzonte degli eventi cosmico, ovvero al confine sferico rispetto al punto di vista centrale, dove l'espansione del cosmo tende alla velocità della luce. Come nel caso di un buco nero, un osservatore situato sulla soglia dell'orizzonte cosmologico, ma ancora in contatto causale col centro, "vedrebbe" le stringhe, ovvero i componenti elementari della materia situata al centro dipanarsi e avvolgersi sulla superficie dell'orizzonte. Secondo il principio olografico, eventi percepiti internamente all'orizzonte come tridimensionali (a bassa frequenza e bassa energia, cosiddetti infrarossi) sono componenti a bassa frequenza di eventi estremi (ad alta frequenza ed alta energia, cosiddetti ultravioletti) che avvengono sulla superficie sferica bidimensionale dell'orizzonte cosmologico.

### Corrispondenza AdS/CFT
Nel 1997 il fisico argentino Juan Maldacena mostrò che all’interno di uno spazio Anti de Sitter la teoria della gravitazione è descritta in maniera equivalente ad una teoria quantomeccanica in uno spazio con una dimensione in meno. Il risultato lega la gravitazione alla meccanica quantistica, la cui unificazione rappresentava una chimera della fisica teorica fin dai tempi di Einstein. La soluzione matematica del principio olografico è stata ricavata per un particolare tipo di spazio tempo a curvatura negativa: lo spazio anti de Sitter, a costante cosmologica negativa: tuttavia ciò è all'opposto di quella misurata astronomicamente per il nostro universo, sostanzialmente piatto e a curvatura lievemente positiva, cioè uno spazio di de Sitter caratterizzato da una pressione di vuoto (energia oscura), dunque instabile, asimmetrico e sulla curva in lieve pendenza di un'espansione inflativa esponenziale (attualmente 73,2 chilometri al secondo per ogni 3,26 milioni di anni luce), e dunque dotato di un orizzonte degli eventi cosmologico.
Daniel Grumiller nel 2014 ha validato il principio olografico in uno spazio tridimensionale sostanzialmente piatto, simile a quello dove viviamo, misurando la quantità di informazioni quantistiche di entanglement in un sistema (due particelle quantistiche in entanglement non possono essere descritte individualmente ma formano un unico oggetto quantistico, anche se molto distanti), e dimostrando che la misura della quantità di entaglement in un sistema (detta “entropia di entanglement”) assume lo stesso valore sia secondo una teoria quantomeccanica in uno spazio bidimensionale, sia secondo una teoria della gravità quantistica in uno spazio tridimensionale piatto. L'equivalenza conferma che il principio olografico vale in uno spazio tridimensionale sostanzialmente piatto, e cioè caratterizzato da una costante cosmologica simile a quella misurata per il nostro universo.
In uno studio del 2016, sono state trovate le prime concordanze di aspetti teorici del principio olografico con alcuni dati sperimentali riguardanti la radiazione cosmica di fondo.

## Derivazione della legge di gravitazione universale
Nel 2009, Erik Verlinde formalizzò un modello concettuale che descrive la gravità come una forza entropica, ciò suggerisce che la gravità è una conseguenza del comportamento statistico dell'informazione associata alla posizione dei corpi materiali. Secondo questa teoria non esiste un gravitone ma solo un comportamento statistico mediato dal fotone. Tale modello combina l'approccio termodinamico della gravità con il principio olografico, e implica che la gravità non sia una interazione fondamentale ma un fenomeno che emerge dal comportamento statistico dei gradi di libertà microscopici codificati su uno schermo olografico.
La legge di gravità dunque può essere derivata applicando la meccanica statistica termodinamica classica al principio olografico, il quale afferma che la descrizione di un volume di spazio può essere rappresentato come {\displaystyle N} bit d'informazione binaria, codificata ai confini della regione, una superficie di area {\displaystyle A}. 
L'informazione è distribuita casualmente sulla superficie, con ciascun bit d'informazione immagazzinato in una superficie elementare dell'area, detta area di Planck.
{\displaystyle N=A/\ell _{\mathrm {P} }^{2}}
dove {\displaystyle \ell _{\mathrm {P} }} è la lunghezza di Planck.
Il teorema statistico di equipartizione, lega la temperatura {\displaystyle T} di un sistema con la sua energia media:
{\displaystyle E={\frac {1}{2}}Nk_{\text{B}}T}
dove {\displaystyle k_{\text{B}}} è la costante di Boltzmann.
Questa energia può essere identificata con la massa {\displaystyle M} per la relazione di equivalenza di massa ed energia:
{\displaystyle E=Mc^{2}}.
La temperatura effettiva sperimentata da un rivelatore uniformemente accelerato in un campo di vuoto o stato di vuoto è data dall'effetto Unruh.
Questa temperatura è:
{\displaystyle T={\frac {\hbar a}{2\pi ck_{\text{B}}}},}
dove {\displaystyle \hbar } è la costante di Planck ridotta,
e {\displaystyle a} è l'accelerazione locale, 
che è legata alla forza {\displaystyle F} dalla seconda legge di Newton del moto:
{\displaystyle F=ma}.
Assumendo ora che lo schermo olografico sia una sfera di raggio {\displaystyle r}, la sua superficie è data da:
{\displaystyle A=4\pi r^{2}},
Da questi principi si deriva la legge di gravitazione universale di Newton:
{\displaystyle F=G{\frac {mM}{r^{2}}}}.
L'iter è reversibile: leggendolo dal basso, dalla legge di gravitazione, risalendo per i principi della termodinamica si ricava l'equazione che descrive il principio olografico.

## Nella cultura di massa
Gli Epica, band symphonic metal olandese affascinata dalle tematiche fisiche, naturalistiche e dalle loro implicazioni filosofiche ed etiche, hanno intitolato il loro settimo album The Holographic Principle (2016).

### Articoli di divulgazione popolare
- J. Maldacena: Into the Fifth Dimension, Nature Vol. 432, online
- Brian Greene: Der Stoff, aus dem der Kosmos ist. Raum, Zeit und die Beschaffenheit der Wirklichkeit,  Pantheon 2006, ISBN 3570550028, Kapitel 16
- Lee Smolin: Three Road to Quantum Gravity, Perseus Group 2001, ISBN 0465078362, Kapitel 12
- Strings und Branen-Welten: einige Aspekte einer vereinheitlichten Theorie aller Wechselwirkungen Archiviato l'8 gennaio 2011 in Internet Archive. Max-Planck-Gesellschaft (2005)